# Касфабр
Касфабр (фр. Casefabre) насеље је и општина у јужној Француској у региону Лангдок-Русијон, у департману Источни Пиринеји која припада префектури Прад.
По подацима из 2011. године у општини је живело 39 становника, а густина насељености је износила 5,58 становника/km². Општина се простире на површини од 6,99 km². Налази се на средњој надморској висини од 557 метара (максималној 664 m, а минималној 236 m).

## Демографија
| 1962. | 1968. | 1975. | 1982. | 1990. | 1999. | 2011. |
| ----- | ----- | ----- | ----- | ----- | ----- | ----- |
| 29    | 30    | 31    | 26    | 30    | 34    | 39    |

График промене броја становника у току последњих година